# Реагентная водоподготовка
Реагентная водоподготовка - это мероприятия по устранению негативных свойств воды при помощи специальных реагентов-ингибиторов.
В системах теплоснабжения и горячего водоснабжения реагентная водоподготовка призвана исключить накипеобразующие свойства воды и минимизировать процессы коррозионных разрушений. Основными источниками образования накипи являются - Са2+ и Мg2+, для их устранения используют либо умягчение воды либо специальные реагенты (антинакипины). Для защиты от коррозионных разрушений широкое распространение нашли ингибиторы комплексного действия, которые одновременно защищают оборудование и трубопроводы от отложений и коррозии.
В оборотных системах охлаждения с градирнями при реагентной водоподготовке дополнительно используются биоциды - реагенты против биологических обрастаний, моллюсков и водорослей.
На сегодняшний день метод реагентной водоподготовки является эффективным методом стабилизационной и антикоррозионной обработки воды согласно СанПиН 2.1.4.2496-09.
Решает проблемы:
- Коррозия
- Отложение     солей в распределительных сетях
- Низкое     давление в сети
- Выход из     строя насосного оборудования и дорогостоящая замена насосов
- Снижение     эффективности теплообменных процессов
- Преждевременный     выход из строя бойлеров и теплообменников
- Неточные     показания или выход из строя водоизмерительного оборудования
- Увеличение     бактериологического загрязнения